# Marianna Tricarico
Marianna Tricarico (Foggia, 12 de octubre de 1983) es una deportista italiana que compitió en esgrima, especialista en la modalidad de sable. Ganó una medalla de bronce en el Campeonato Europeo de Esgrima de 2004, en la prueba por equipos.

## Palmarés internacional
| Campeonato Europeo | Campeonato Europeo     | Campeonato Europeo | Campeonato Europeo |
| Año                | Lugar                  | Medalla            | Prueba             |
| ------------------ | ---------------------- | ------------------ | ------------------ |
| 2004               | Copenhague (Dinamarca) | Medalla de bronce  | Sable por equipos  |